# Consorzio italiano per la sicurezza e la ricerca sulla qualità degli alimenti
Il Consorzio italiano per la sicurezza e la ricerca sulla qualità degli alimenti è un soggetto istituzionale fondato il 19 maggio 2007 quale organismo unico nazionale per il coordinamento e lo sviluppo della ricerca nell'agroalimentare. La sede è stabilita a Parma.

## Finalità
Il Consorzio riunisce sette istituti di ricerca nazionali, tra cui CNR ed ENEA, Federalimentare e Crui (Conferenza rettori università italiane), otto istituti zooprofilattici sui dieci presenti in Italia, per oltre 5.000 ricercatori coinvolti nel settore e facenti parte a quattro dicasteri. L'obbiettivo comune di tutte queste associazioni è quello di creare una rete fra le istituzioni di ricerca migliorando così il rapporto fra investimenti e risultati, aspirando a divenire un interlocutore importante con un ruolo di rilievo per rappresentare il nostro Paese nei diversi aspetti nell'ambito delle competenze dell'EFSA, già presente a Parma dal 2003.